# Dieter Augustin
Dieter Augustin, född 20 februari 1934, död 15 juli 1989, var en tysk skådespelare. I Sverige mest känd som Dr. Katz i Sällskapsresan 2.

## Filmografi (i urval)
- 1989 - Die Schnelle Gerdi
- 1988 - Der Flieger.... Dr. Katz
- 1985 – Sällskapsresan 2 - Snowroller
- 1979 - Woyzeck
- 1968 - Engelchen - oder die Jungfrau von Bamber